# Lynn Bari

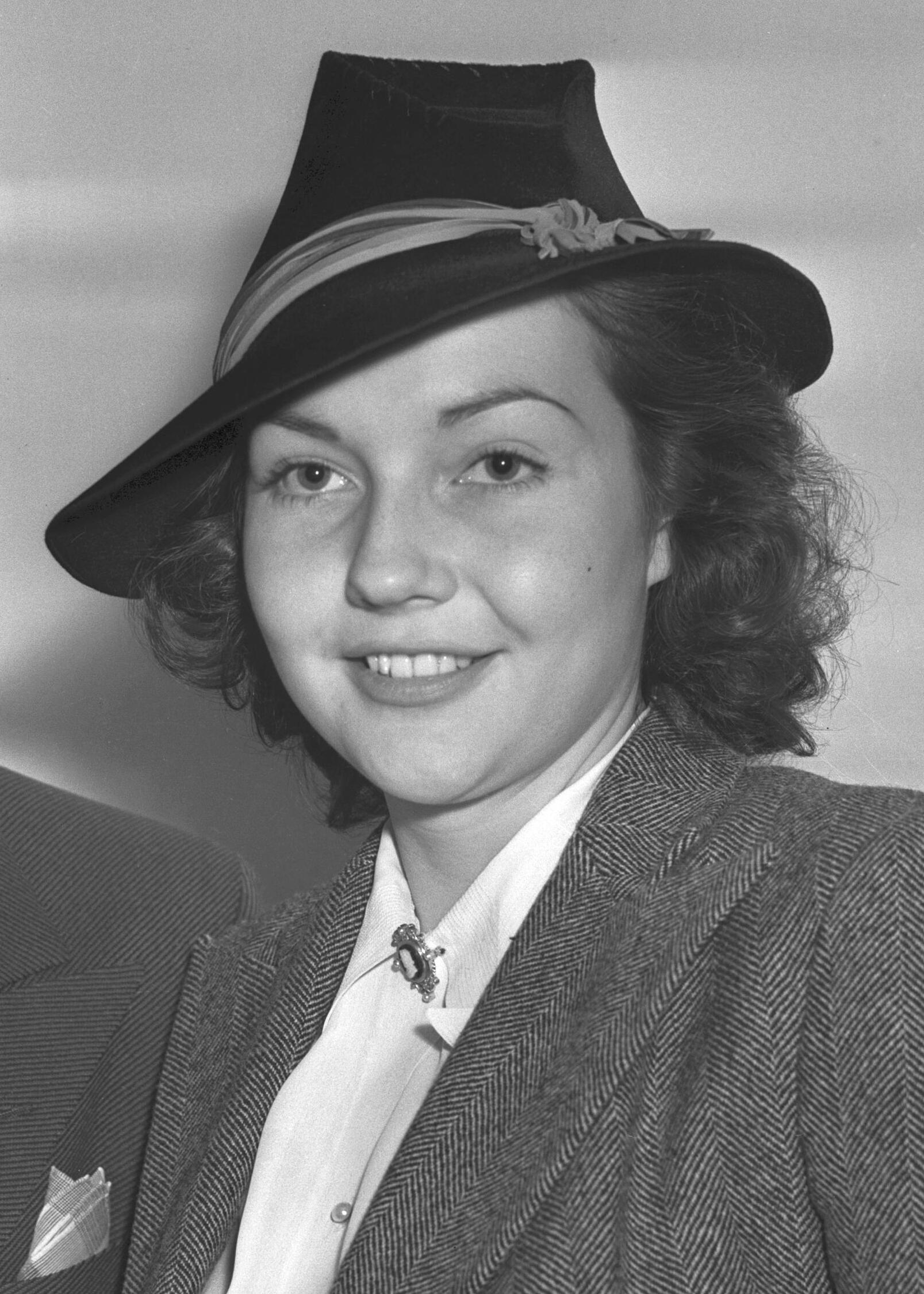
Lynn Bari (1938)

Lynn Bari (* 18. Dezember 1913 in Roanoke, Virginia, als Margaret Schuyler Fisher; † 20. November 1989 in Santa Barbara, Kalifornien) war eine US-amerikanische Schauspielerin.

## Leben
Nach dem Tod ihres Vaters zog Baris Mutter 1926 mit ihr und ihrem Bruder nach Boston und einige Zeit später nach Los Angeles, wo der zweite Ehemann ihrer Mutter das „Institute of Religious Science“ leitete. Ihre Schauspielkarriere begann 1933, doch zunächst erhielt sie nur sehr kleine, meist namenlose Rollen in Filmen wie Giganten der Unterwelt, Mord im Grand Hotel und Der Mann, den niemand sah. Erst ab 1938 erhielt Bari, deren Künstlername sich aus den Namen der Theaterschauspielerin Lynn Fontanne und des Autors J. M. Barrie zusammensetzt, größere Rollen und konnte sich durch Filme wie Mr. Moto und der Wettbetrug, König der Toreros, Hat jemand meine Braut gesehen? und Abbott und Costello als Gangsterschreck einen Namen machen. In vielen Filmen trat sie als die verführerische, berechnende „andere Frau“ auf, die der Hauptdarstellerin den Mann streitig machte.
Letztlich wirkte sie in rund 160 Filmen und ab den 1950er-Jahren auch an zahlreichen Fernsehserien, wie Perry Mason und FBI, mit. Lynn Bari war dreimal verheiratet und hatte zwei Kinder. Ihre Tochter starb noch im Säuglingsalter. Ihr Sohn kam zwei Jahre später zur Welt. Bari starb 1989 im Alter von 75 Jahren an einem Herzinfarkt. Ihr sind zwei Sterne auf dem Hollywood Walk of Fame gewidmet. 2010 veröffentlichte der Autor Jeff Gordon eine Biografie über Bari unter dem Titel Foxy Lady, in der er auch mehrere kurz vor ihrem Tod geführte Interviews verarbeitet.

## Filmografie (Auswahl)
- 1933: Ich tanze nur für Dich (Dancing Lady)
- 1933: Ich bin Susanne (I Am Suzanne!)
- 1934: Liebesreigen (Music in the Air)
- 1934: Wir senden Sonne (Stand Up and Cheer!)
- 1934: Alles Schwindel! (Bottoms Up)
- 1935: Charlie Chan in Paris
- 1935: Lockenköpfchen (Curly Top)
- 1935: Das Schiff des Satans (Dante’s Inferno)
- 1935: Der Mann, der die Bank von Monte Carlo sprengte (The Man Who Broke the Bank at Monte Carlo)
- 1935: Jeden Abend um acht (Every Night at Eight)
- 1935: Der Mann, den niemand sah (Ladies Love Danger)
- 1935: Charlie Chan in Shanghai
- 1935: Musik um Mitternacht (Thanks a Million)
- 1935: Mord im Grand Hotel (The Great Hotel Murder)
- 1935: Giganten der Unterwelt (Under Pressure)
- 1935: Zeig’ kein Erbarmen! (Show Them No Mercy!)
- 1935: Metropolitan
- 1936: Pigskin Parade
- 1938: Josette
- 1938: Shirley auf Welle 303 (Rebecca of Sunnybrook Farm)
- 1938: Mr. Moto und der Wettbetrug (Mr. Moto’s Gamble)
- 1938: The Baroness and the Butler
- 1939: Damals in Hollywood (Hollywood Cavalcade)
- 1940: Lillian Russell
- 1940: Rote Teufel um Kit Carson (Kit Carson)
- 1941: Adoptiertes Glück (Sun Valley serenade)
- 1941: König der Toreros (Blood and Sand)
- 1942: Orchestra Wives
- 1942: China Girl
- 1943: Hello, Frisco, Hello
- 1944: The Bridge of San Luis Rey
- 1944: Sweet and Low-Down
- 1945: Die tollkühnen Abenteuer des Captain Eddie (Captain Eddie)
- 1946: Shock
- 1948: The Man from Texas
- 1948: The Amazing Mr. X
- 1949: The Kid from Cleveland
- 1951: Sunny Side of the Street
- 1952: I Dream of Jeanie
- 1952: Hat jemand meine Braut gesehen? (Has Anybody Seen My Gal?)
- 1952: Boss Lady (Fernsehserie, zwölf Folgen)
- 1955: Abbott und Costello als Gangsterschreck (Abbott and Costello Meet the Keystone Kops)
- 1957: Einer stand allein (Damn Citizen)
- 1959: Bronco (Fernsehserie, eine Folge)
- 1962: Trauma
- 1963: Sprung aus den Wolken (Ripcord) (Fernsehserie, eine Folge)
- 1964: Im Wilden Westen (Death Valley Days) (Fernsehserie, eine Folge)
- 1964/1965: Perry Mason (Fernsehserie, zwei Folgen)
- 1967/1968: FBI (Fernsehserie, zwei Folgen)
- 1968: The Young Runaways